# Northport (Maine)
Northport – miasto w Stanach Zjednoczonych, w stanie Maine, w hrabstwie Waldo.